# (20660) 1999 UF
1999 يو أف (ويعرف أيضًا باسم (20660) 1999 يو أف وفق تسمية الكوكب الصغير) (بالإنجليزية: 1999 UF)‏ هو كويكب ضمن حزام الكويكبات؛ وترتيبه 20660 من حيث الاكتشاف.
اكتُشف هذا الجُرم الفلكي بواسطة كورادو كورليفيتش في 16 أكتوبر 1999.

## وصلات خارجية
- (20660) 1999 UF في قاعدة بيانات مختبر الدفع النفاث لأجرام النظام الشمسي الصغيرة

- الاكتشاف · مخطط المدار ·  العناصر المدارية · المعلمات المادية

- (20660) 1999 UF على موقع ويكي سكاي: DSS2, SDSS, GALEX, IRAS, Hydrogen α, X-Ray, Astrophoto, Sky Map, Articles and images